# Мерритт, Уэсли
Уэсли Мерритт (англ. Wesley Merritt, 16 июня 1836 — 3 декабря 1910) — американский генерал, участник гражданской войны на стороне армии севера, суперинтендант академии Вест-Пойнт с 1882 по 1887 год, участник испанской войны и губернатор Филиппин в августе 1898 года.

## Ранние годы
Мерритт родился в Нью-Йорке, в семье из 11 детей. Его отец был фермером, редактором газеты и легислатором штата. Мерритт поступил в военную академию Вест-Пойнт и окончил её в 1860 году, 22-м из 41 кадета. Он был определен во 2-й регулярный драгунский полк и 1 июля ему было присвоено временное звание второго лейтенанта. Первоначально он служил в штате Юта в кавалерийской роте Джона Бафора. 28 января 1861 года он получил звание второго лейтенанта регулярной армии, а 13 мая — звание 1-го лейтенанта.

## Гражданская война
В апреле 1862 года Мерритт получил звание капитана 2-го кавалерийского полка и служил адъютантом при бригадном генерале Филипе Куке, который заведовал кавалерийским департаментом Потомакской армии. В 1862 году он служил при укреплениях Вашингтона, а в 1863 году был назначен адъютантом при Джордже Стоунмане и участвовал в рейде Стоунмана во время сражения при Чанселорсвилле.
Во время Геттисбергской кампании Мерритт командовал Резервной Бригадой 1-й дивизии кавалерийского корпуса Потомакской армии. Он был легко ранен в сражении у станции Бренди, и вскоре, 29 июня 1863 года, получил звание бригадного генерала волонтеров за храбрость при станции Бренди и Аппервиле. Это было необычное повышение (из капитанов в генералы), но в один день с ним аналогичное повышение получили Элон Фарнсворт и Джордж Кастер. Бригада Мерритта состояла из пяти кавалерийских полков:
- 6-й Пенсильванский кавалерийский полк, май. Джеймс Хесельтайн
- 1-й кавалерийский полк, кап. Ричард Лорд
- 2-й кавалерийский полк, кап. Теофилиус Роденбоу
- 5-й кавалерийский полк, кап. Джулиус Мейсон
- 6-й кавалерийский полк, май. Самуэль Старр (р.)

Бригада Меррита числилась в дивизии Бьюфорда, однако была оставлена для охраны коммуникаций, поэтому 1 июля под Геттисбергом южане встретили только две бригады этой дивизии. 3 июля бригада Мерритта участвовала в атаке Килпатрика на правый фланг армии Конфедерации. Его бригада пострадала не сильно, хотя соседняя бригада Фарнсворта понесла тяжелые потери и был убит сам генерал Фарнсворт. В этой атаке не участвовал 6-й регулярный кавалерийский полк. Мерритт послал его в рейд на Фэрфилд, и этот полк был разбит бригадой генерала-южанина Джонса в сражении при Фэрфилде.
В декабре 1863 года умер от тифа генерал Джон Бьюфорд, и командование принял Альфред Торберт. Весной 1864 года Торберт некоторое время отсутствовал ввиду болезни, и командование принимал Меррит. В частности, он командовал дивизией с 7 по 25 мая. Его дивизия состояла из трёх кавалерийских бригад:
- Бригада генерала Джорджа Кастера
- Бригада полковника Томаса Дэвина
- резервная бригада полковника А. Гиббса

7 мая 1864 года, перед наступлением Потомакской армии на Спотсильвейни, генералу Филу Шеридану было поручено зачистить дорогу Брок-Роуд , и он смог выделить для этой операции только дивизию Мерритта. В 07:30 бригады Джорджа Кастера и Томаса Дэвина двинулись на юг по Брок-Роуд и вскоре натолкнулись на пикеты Фицхью Ли, которые сражались спешившись, ведя огонь из-за баррикад и завалов. Около 10:00 генерал Мид отправил на усиление Меррита дополнительные части. Бригада Гиббса присоединилась к Мерритту, а дивизии Дэвида Грегга было приказано наступать по параллельной дороге во фланг противника. Около 16:00 дивизии Меррита и Грегга встретились у Тодд-Таверн, но противник уже ушёл.
Шеридан приказал Мерритту — преследовать Фицхью Ли. Мерритт обнаружил  бригаду Уильяма Уикхема, занявшую первую линию обороны, в километре за которой шла вторая линия, которую занимала бригада Лансфорда Ломакса. Мерритт послал в атаку бригаду Гиббса, но тот попал под плотный огонь и запросил подкреплений. В 16:00 подошла бригада Дэвина и сумела отбросить южан ко второй линии баррикад. Здесь бой затянулся до темноты. Шеридан решил не вести бой ночью и приказал Гиббсу и Дэвину отступить.
Мерритт так же участвовал в кампании в долине Шенандоа 1864 года, где командовал 1-й дивизией кавалерийского корпуса. Его дивизия вовремя пришла на помощь федеральной армии и помогла обратить в бегство противника в третьем сражении при Винчестере. Мерритт получил временное звание генерал-майора за это сражение. 
Он был вторым по старшинству командиром после Шеридана во время Аппоматтоксской кампании и присутствовал при подписании капитуляции генерала Ли при Аппоматтоксе.
В апреле 1865 года он получил временное звание генерал-майора регулярной армии за храбрость при Файв-Фокс и за аппоматтоксскую кампанию.

## Фронтир и Вест-Пойнт
После гражданской войны Мерритт остался в кавалерии и служил на фронтире. 28 июня 1866 года он стал подполковником новосозданного 9-го кавалерийского полка, а в июле 1867 был отправлен в форт Дэвис в Техасе. 1 июля 1876 года он стал полковником 5-го кавалерийского полка и командовал им в сражении при Слим-Бьюттс во время индейских войн. Он был одним из участников трибунала, который в 1879 году расследовал поведение майора Маркуса Рино во время сражения при Литтл-Бигхорн.
В 1882 году он оставил службы на фронтире и был назначен суперинтендантом военной академии Вест-Пойнт. Он занимал этот пост с 1882 по 1887 год. В 1887 году он получил звание бригадного генерала регулярной армии. В 1895 он стал генерал-майором армии США.

## Война с Испанией
После того, как в 1898 году Джордж Дьюи уничтожил испанскую эскадру в битве при Кавите, в США стали формировать сухопутные силы для захвата Манилы. Уэсли Меритт возглавил создаваемый в Калифорнии VIII корпус, который в июне 1898 года был отправлен из Сан-Франциско на Филиппины. 13 августа 1898 года Манила была взята американцами, и Уэсли Меритт стал военным губернатором Филиппин.
В 1900 году Уэсли Меритт ушёл в отставку.